# オペル・GT
オペル・GTはドイツの自動車メーカーアダム・オペル社が1968年から1973年まで生産した2人乗りスポーツカーである。
母体は1965年のフランクフルトモーターショーに出品された、当時のレコルト1900（B）をベースとした「グランツリスモ・クーペ」で、これが好評であったことから1968年秋、カデット（B）のシャシーを用い、フランスのコーチビルダー「ブリッソノー・エ・ロッツ」が車体製造・組立を行う形で発売された。
バリエーションは1897cc90馬力の1900GTと、1078cc60馬力の1100GTの二種類で、前者にはオートマチックも用意された。最高速度は1900GTが185km/h、1100GTが155km/hとされた。同じGM系のシボレー・コルベットに似たスタイルと、エンジンのチューンが低く扱いやすいことが受けて、特にアメリカ市場では手軽なパーソナルカーとして人気を呼んだ。絶対的に馬力不足な1100GTは1970年に生産中止され、1900GTはアメリカの厳格化された安全基準に対応出来なくなり、ブリッソノー・エ・ロッツがルノー社の傘下に入ったため1973年で生産は終了した。総生産台数は10万3000台余りという。
日本でも当時の輸入元・東邦モーターズによって比較的多数が販売された。1969年当時の1900GTの価格は235万円で、ほぼトヨタ・2000GT並みであった。

## 登場作品
- 東京警備指令 ザ・ガードマン第312話（1971年3月26日放送）「女と男のズッコケ自動車レース」　ゲストの林隆三が使用。 独特のヘッドライト点灯シーンも劇中で登場。
- 帰ってきたウルトラマン 第28話（1971年10月15日放送）「ウルトラ特攻大作戦」　のちにマットビハイクルに採用される事になるスタビライザー（リヤスポイラー）のテスト走行で使用。